# 塞纳河畔拉弗雷特
塞纳河畔拉弗雷特（法語：La Frette-sur-Seine，法語發音：[la fʁɛt syʁ sɛn] ⓘ）是法国法蘭西島大區瓦兹河谷省的一个市镇，属于阿让特伊区。

## 地理
塞纳河畔拉弗雷特（48°58'27"N, 2°10'42"E）面积2.02 平方千米，位于法国法蘭西島大區瓦兹河谷省，该省份为法国北部内陆省份，北起瓦兹省，西接厄尔省，南至塞纳-圣但尼省、上塞纳省和伊夫林省，东临塞纳-马恩省。
与塞纳河畔拉弗雷特接壤的市镇（或旧市镇、城区）包括：蒙蒂尼莱科尔梅耶、阿谢尔、迈松拉菲特、帕里西地区科尔梅耶、塞纳河畔埃尔布莱。

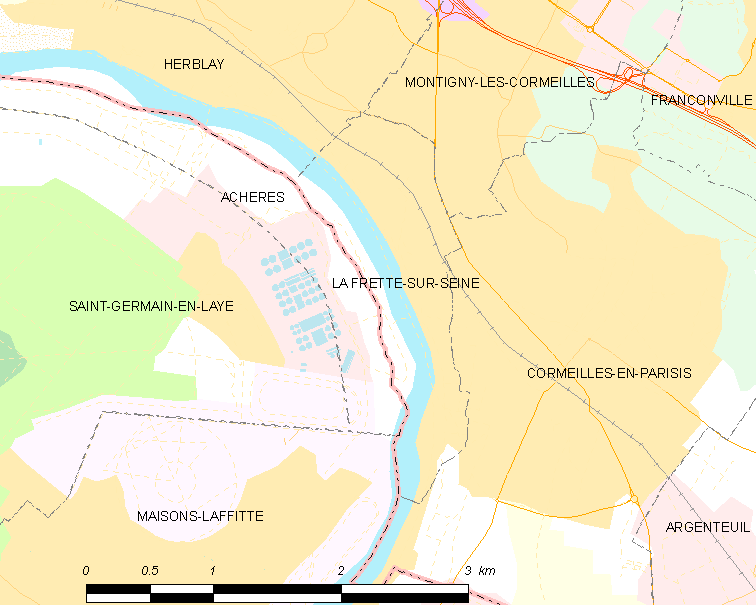
塞纳河畔拉弗雷特的OSM定位图

塞纳河畔拉弗雷特的时区为UTC+01:00、UTC+02:00（夏令时）。

## 行政
塞纳河畔拉弗雷特的邮政编码为95530，INSEE市镇编码为95257。

## 政治
塞纳河畔拉弗雷特所属的省级选区为塞纳河畔埃尔布莱县。

## 人口

1962-2008年间塞纳河畔拉弗雷特人口变化图示

塞纳河畔拉弗雷特于2022年1月1日时的人口数量为4587人。